# Carmelo Gozzo

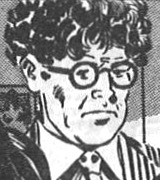
Tratto da Sex Alien 09 Persecuzione, disegno di Francesco Blanc

Carmelo Gozzo (Ragusa, 4 aprile 1943) è un fumettista italiano.

## Biografia
Fu attivo durante gli anni ottanta come sceneggiatore di storie a fumetti per adulti della Ediperiodici come Terror, Storie Blu, Storie Viola, Pig e altre, che vennero pubblicate anche in Francia da vari editori come BD Hard nelle testate Erotic ed Erotic Fantasy, o anche Erotic Horror della Nightmares, Erotic Police della Darkness o Erotic Science Fiction e Horror della Elvifrance Series Green. Collaborò anche con lo studio Staff di IF di Gianni Bono scrivendo varie store della Disney alla fine degli anni ottanta. Negli anni novanta collaborò con la Sergio Bonelli Editore alla serie Zona X, con la ACME alla serie Splatter e con l'Editrice Universo alla rivista Intrepido.